# Pietro Fenoglio

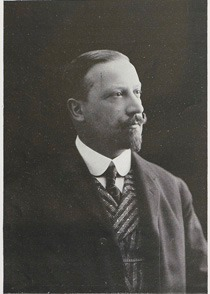
Pietro Fenoglio

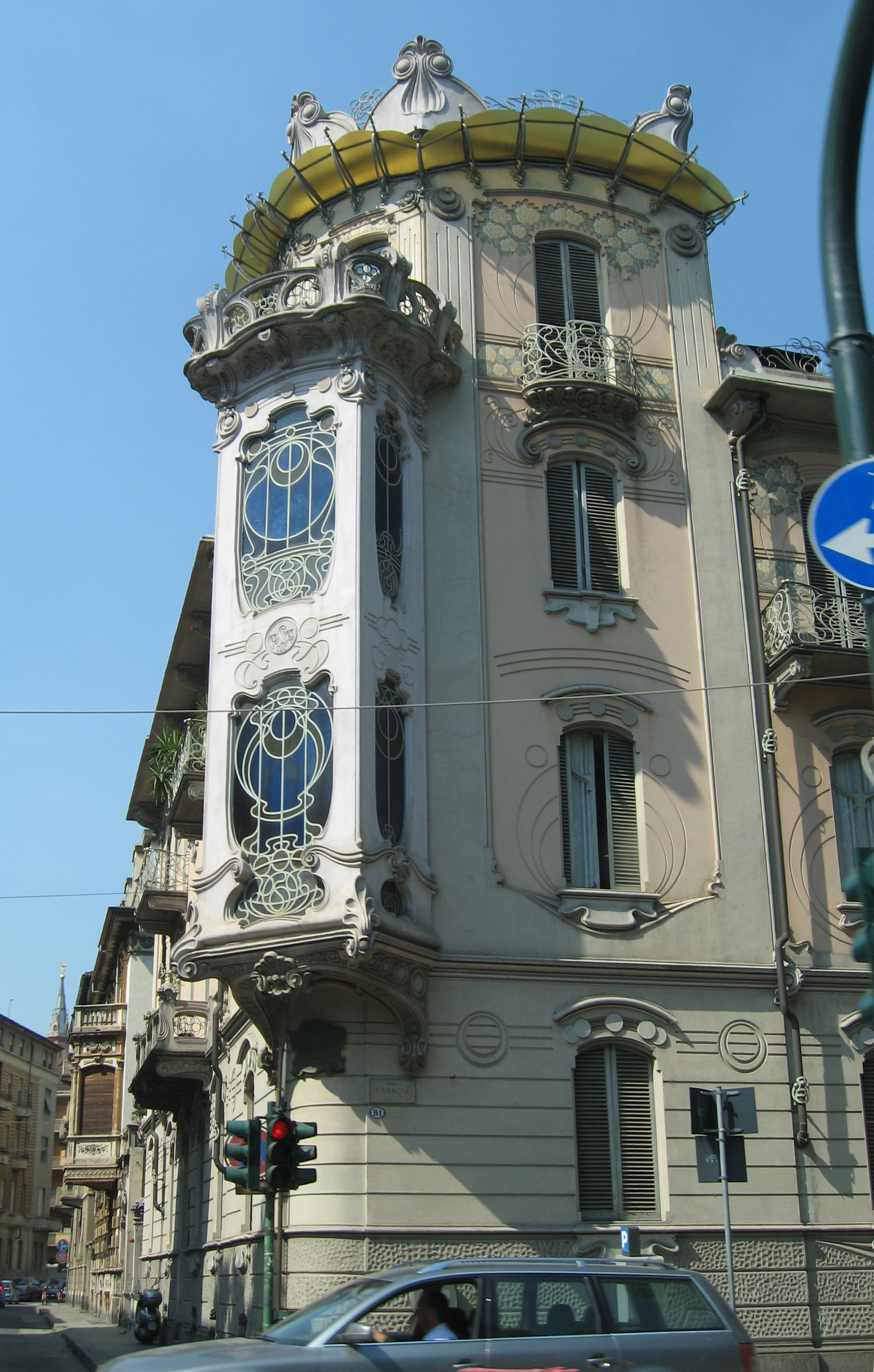
Casa Fenoglio-Lafleur, (Torino)

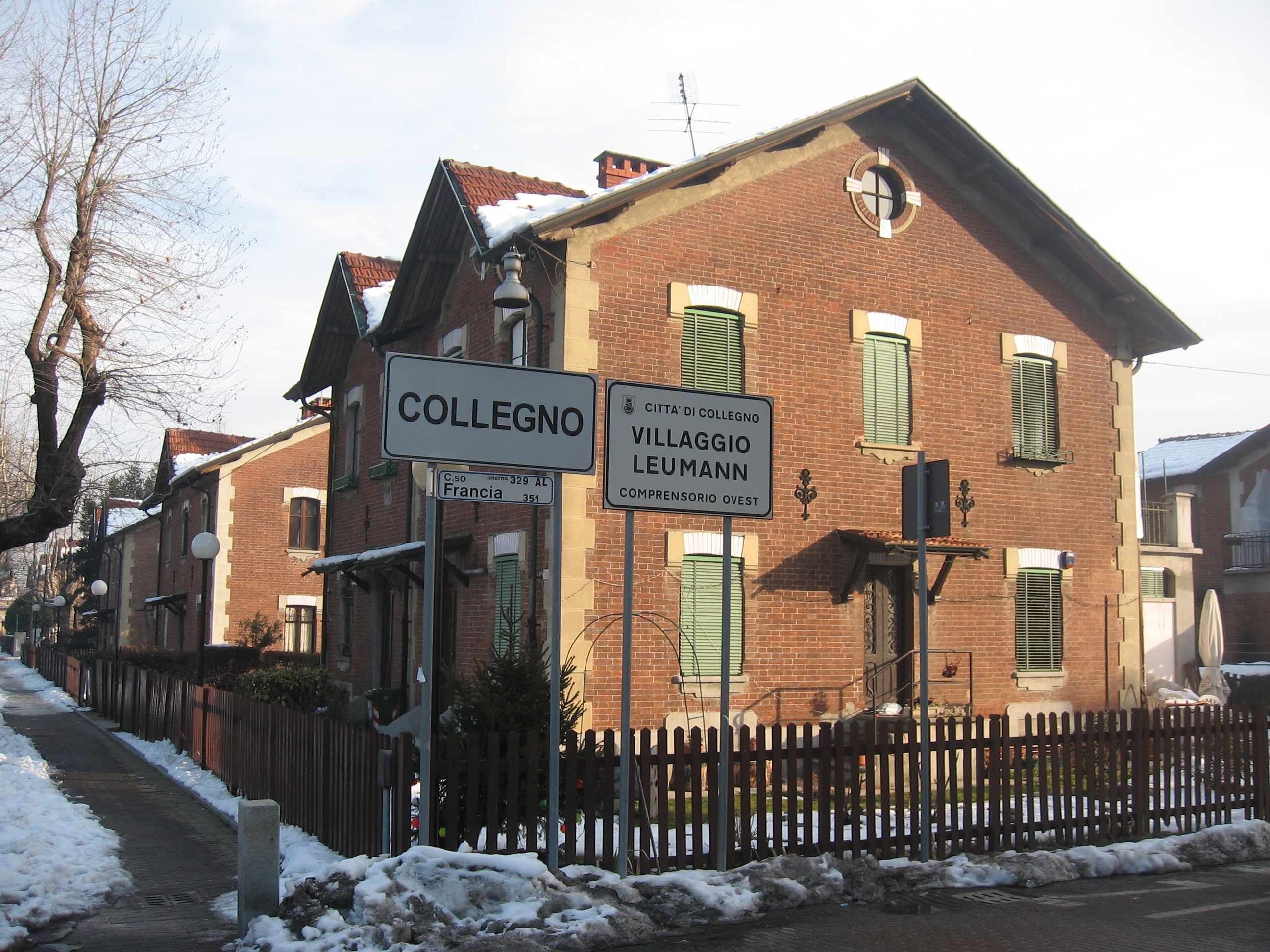
Il Villaggio Leumann a Collegno (TO)

Pietro Fenoglio (Torino, 3 maggio 1865 – Corio, 22 agosto 1927) è stato un architetto e ingegnere italiano, considerato uno dei più importanti interpreti del liberty in Italia.

## Vita e opere principali
Pietro Fenoglio nacque nel 1865 a Torino in una famiglia di costruttori edìli. 
Dopo aver frequentato la Regia Scuola di Applicazione per gli Ingegneri di Torino, dove si laureò nel 1889, realizzò alcuni primi progetti di edifici neogotici.
Intuendo la moda del tempo, successivamente il suo stile si orientò verso la cosiddetta «arte nuova» facendone presto il maggiore protagonista del liberty torinese; l'attività del suo studio di via XX Settembre 60 si rivelò quanto mai prolifica e consegnò a Torino alcuni dei maggiori esempi italiani di questo nuovo stile. Egli si dedicò per circa tredici anni alla realizzazione di oltre trecento progetti tra ville e palazzi, alcuni dei quali concentrati nell'area di corso Francia e vie adiacenti. L'opera di Fenoglio si rese sempre più riconoscibile dal sapiente utilizzo dei colori pastello, dalle decorazioni che alternano soggetti floreali a elementi geometrici circolari e dal largo uso di cornici in litocemento, accostato all'eleganza decorativa, talvolta ardita, del ferro e del vetro, facendone materiali privilegiati.
Fenoglio fu inoltre tra gli organizzatori delle edizioni dell'Esposizione Internazionale del 1902 e del 1911 ma fu attivo anche nel campo dell'editoria figurando tra i fondatori e tra i più importanti collaboratori della rivista L'architettura italiana moderna. Contemporaneamente all'intensa attività architettonica egli entrò anche a far parte dell'emergente borghesia industriale e finanziaria torinese, arricchendo le sue competenze e intensificando la sua influenza nel settore edìle; Fenoglio, infatti, ricoprì la carica di vicepresidente della nota Impresa Porcheddu, di presidente della Società Anonima Cementi del Monferrato,  di membro della Società torinese per abitazioni popolari (STAP) che costruì le prime "case popolari" alla Crocetta, nonché quella di socio dell'Accomandita Ceirano & C., di amministratore delegato della nascente Banca Commerciale Italiana . e di membro di consigli d'amministrazione [cda] e di collegi sindacali di imprese di svariati settori (cotonifici, cartiere, costruzioni, pellami). In veste di incaricato del Comune di Torino fu consigliere della Cassa di Risparmio di Torino dal 1902 al 1912 ricoprendo tra gli altri il ruolo di incaricato dei fabbricati.

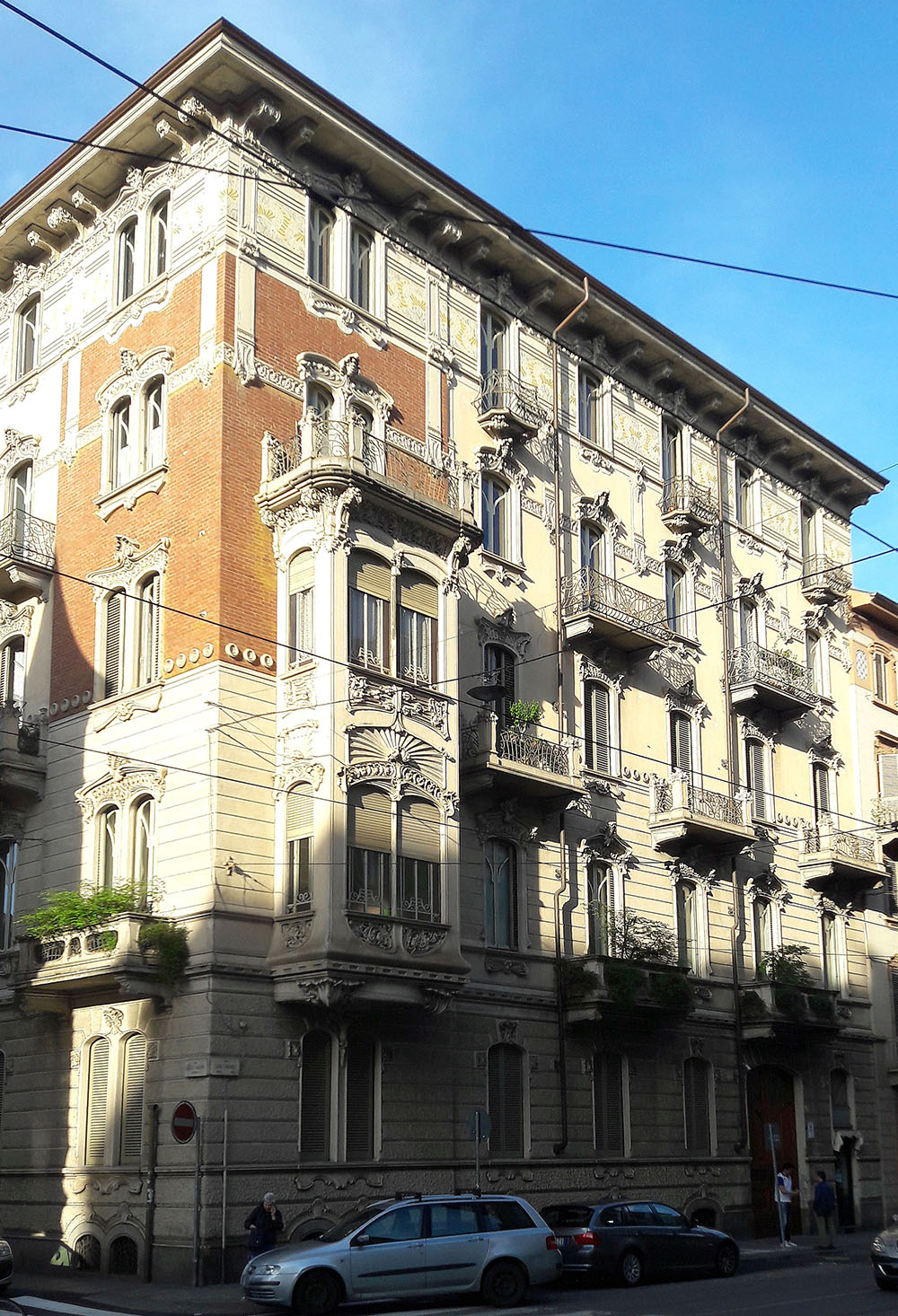
Casa Girardi

L'opera di Fenoglio è caratterizzata dal sapiente utilizzo delle tonalità pastello, dalle decorazioni parietali che alternano soggetti floreali a elementi geometrici circolari e dal largo uso di cornici in litocemento accostato all'eleganza decorativa, talvolta ardita, del ferro e del vetro, eleggendoli materiali privilegiati.
Tra le sue opere più note si possono citare: il Villino Raby (1901), la celebre Villa Scott (1902), trionfo di logge, torrette, vetrate, bovindi e, soprattutto, la sua opera più nota e apprezzata: Casa Fenoglio-Lafleur (1902), considerata «il più significativo esempio di stile liberty in Italia.»
Altri edifici degni di nota che ripropongono elementi decorativi derivanti dal successo di Casa Fenoglio-Lafleur sono la Casa Galateri, una delle tante del medesimo committente riconoscibile per il notevole bow-window affacciato su via Cibrario e la non meno apprezzabile Casa Rossi-Galateri di via Passalacqua.
L'opera di Fenoglio risultò relativamente breve ma proficua e si possono citare ancora numerosi edifici analoghi, altre «case da pigione» a uso abitativo: Casa Rossi Galateri (1903), Palazzina Dellachà (1904), Casa Rey (1904), Casa Boffa/Costa (1904), Casa Macciotta (1904), Casa Balbis (1905), Casa Ina (1906), Casa Guelpa (1907), le case popolari di via Marco Polo (1904) realizzate in collaborazione con gli architetti Vicary e Molli, fino a spingersi fuori del Piemonte, con la realizzazione della villa dell'on. Magno Magni a Canzo, presso Como.
Dopo il 1906 la sua attività di progettista ebbe come committente anche il nascente mondo dell'industria, che trovava a Torino un luogo favorevole per stabilire la sede di nuovi insediamenti. Tra i più noti si possono citare: la Conceria Fiorio (1900), lo Stabilimento Boero (1905), le Fonderie Ballada (1906), lo stabilimento automobilistico delle Officine Diatto (1907) e il grande edificio del primo birrificio italiano Bosio&Caratsch, con l'annessa villa padronale (1907). Grazie all'acquisita esperienza in ambito di progettazione di stabilimenti industriali, non si può non ricordare che Fenoglio si occupò del vasto progetto del Villaggio Leumann, il quartiere operaio nella vicina Collegno dove realizzò, oltre al Cotonificio Leumann, alle abitazioni e alla scuola, anche la chiesa di Santa Elisabetta: una delle pochissime in Italia, forse l'unica, realizzate in stile liberty.
 Nel Monferrato realizzò, insieme all'ing. Giovanni Antonio Porcheddu, il primo stabilimento della Eternit di Borgo Ronzone (1906).
Tuttavia il suo contributo non fu soltanto quello di uno stimato professionista, egli fu chiamato anche a intervenire a livello politico, ricoprendo cariche di consigliere comunale e consulente per lo studio del nuovo piano regolatore conclusosi nel 1908. Fenoglio fu inoltre tra gli organizzatori e i maggiori promotori delle edizioni dell'Esposizione Internazionale del 1902 e del Esposizione Internazionale del 1911 ma fu attivo anche nel campo dell'editoria figurando tra i fondatori e tra i più importanti collaboratori della rivista L'architettura italiana moderna.
Contemporaneamente all'intensa attività architettonica nel 1912 entrò a far parte del Consiglio di Amministrazione della Banca Commerciale Italiana e nel 1915, l'allora amministratore delegato dell'istituto Otto Joel venne allontanato dai vertici della banca per via delle sue origini tedesche incompatibili con il clima nazionalistico conseguente alla partecipazione italiana al primo conflitto mondiale e sostituito da Fenoglio stesso, insieme a Giuseppe Toeplitz, che nel 1917 vennero eletti entrambi amministratori delegati.
Negli ultimi anni Fenoglio si dedicò principalmente al mondo dell'alta finanza fino a raggiungere la nomina di vicepresidente della Banca Commerciale Italiana. Tuttavia, continuò a promuovere l'architettura di qualità partecipando attivamente ai processi decisionali volti alla realizzazione delle relative sedi e filiali, fino alla costruzione della nuova sede centrale in piazza Colonna a Roma, per cui nominò come direttore dei lavori il giovane Marcello Piacentini, che divenne presto il protagonista dell'architettura razionalista che caratterizzò il ventennio successivo.

## Alcuni dei maggiori edifici realizzati a Torino

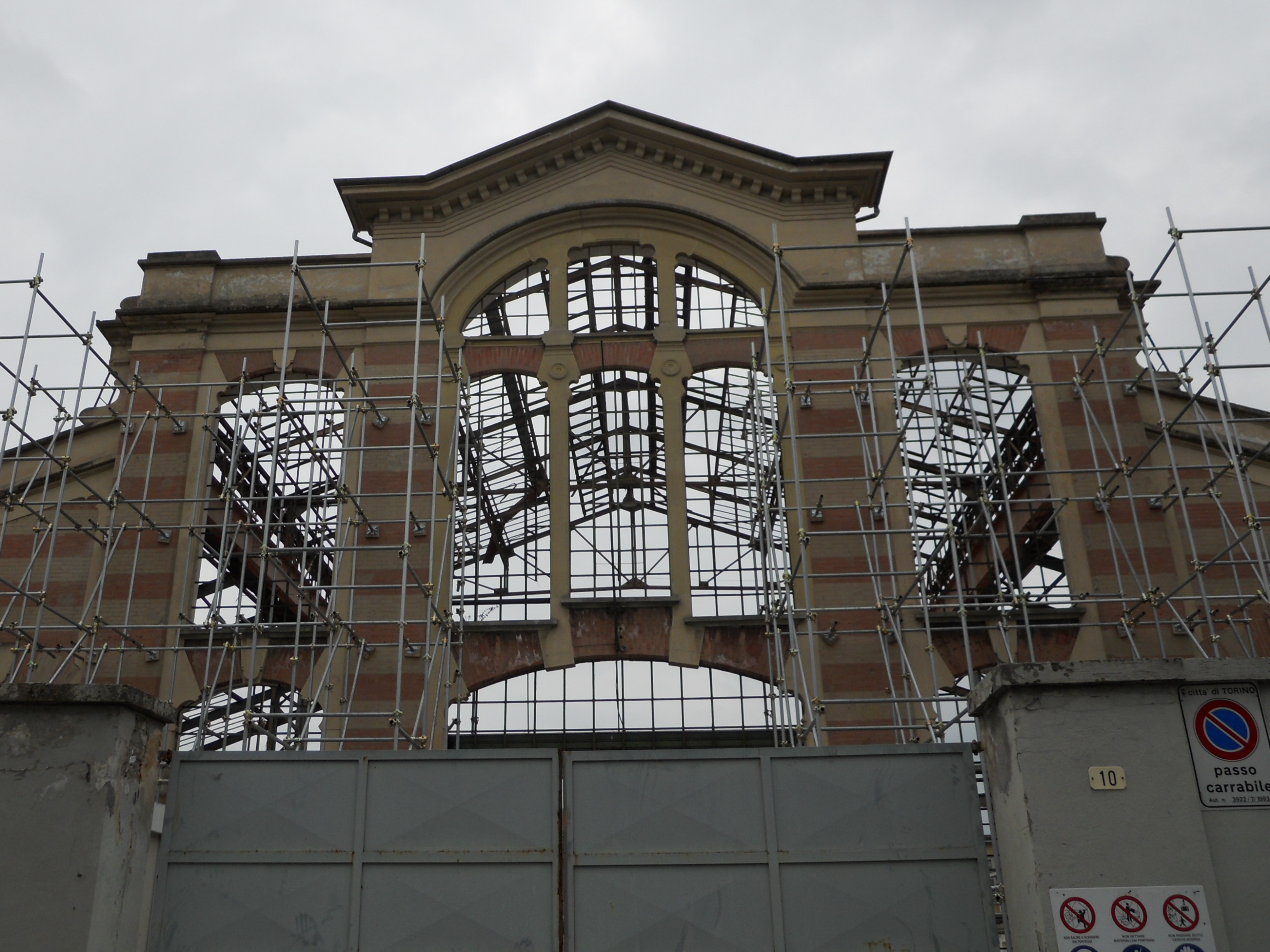
Resti della struttura delle Fonderie Ballada in Via Foggia angolo Corso Verona - anno 2013 -

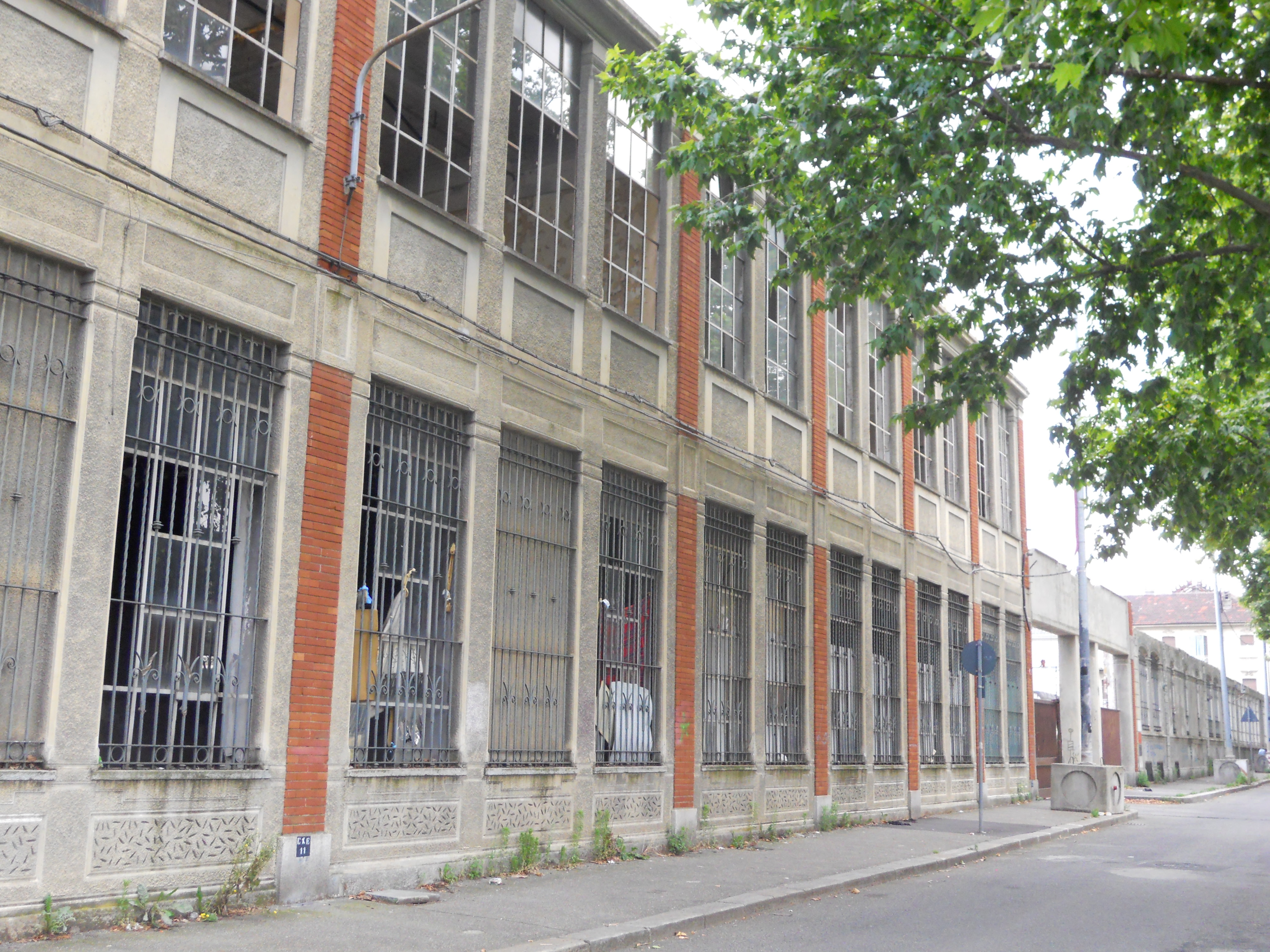
Resti degli edifici dell'Officina Grandi Motori su Via Cuneo nel 2014 (la foto si riferisce all'edificio progettato da Mattè Trucco nel 1907)

### Zona Centro
- Palazzina Rossi Galateri (1903), via Passalacqua 14
- Casa Balbis (1905), via Balbis 1
- Casa Rey (1906), corso G. Ferraris, 16/18
- Casa Florio (1907), via Monte di Pietà 26
- Palazzina Camillo Dellachà, via Bricherasio
- Palazzina Giuseppe Dellachà, Corso Giovanni Lanza 55
- Palazzina Liberty (1904), corso Matteotti 24

### Zona Francia (Cit Turin e San Donato)
- Conceria Fiorio (1900), via Durandi, angolo via San Donato[18],
- Villino Raby (1901), corso Francia 8[19]
- Casa Fenoglio-Lafleur (1902), corso Francia 12, angolo Via Principi d'Acaja
- Casa Pecco (1902), via Cibrario 12
- Birrificio Metzger (1903), via San Donato 68, angolo via Bogetto[20]
- Casa Macciotta (1904), corso Francia 32
- Casa Ina (1906), via Principi d'Acaja 20
- Casa Masino (1906), via Piffetti 7 bis
- Stabilimento Birrificio Bosio & Caratsch e annessa villa padronale (1907), corso Regina Margherita 165, angolo via Bonzanigo[21]
- Casa Padrini (1900), Via L. Cibrario 9
- Casa Girardi (1906), Via L. Cibrario 54

### Zona Crocetta
- Casa Guelpa (1903), via Colli 2
- Casa Boffa-Costa (1905), via De Sonnaz 16
- Casa Besozzi (1896), via Papacino, angolo via Revel
- Casa Buzzani (1897), via Pastrengo 26
- Casa Perino (1899), Via San Secondo 19
- Casa Debernardi (1903), via Colli 12, angolo via Vela
- Casa Boffa-Costa (1901), via Sacchi 28, angolo via Legnano
- Casa Boffa-Costa (1903), via Papacino 6, angolo via Revel
- Casa Bellia (1904), via Papacino 2, angolo corso Matteotti
- Casa Debernardi (1904), via Magenta 55, angolo via Morosini
- Casa Perino (1904), via San Secondo 70
- Casa Boffa-Costa-Magnani (1905), via De Sonnaz 16, angolo via Papacino
- Case popolari STAP - Società Torinese Abitazioni Popolari (1907), isolato via Marco Polo - via Pigafetta  - Via Da Verrazzano - via Dego[22]
- Casa di abitazione (1904),  Via Sacchi 40 e 42
- Via San Secondo 11

### Zona San Paolo
- Stabilimento Società Anonima Diatto - A. Clément (1905), vie Frejus 21[23]

### Zona Vanchiglia e Vanchiglietta
- Stabilimento ditta di confetti e caramelle Silvano Venchi & C. (1905), corso Regina Margherita 16[24] divenuto poi Opificio Militare
- Stabilimento Società Automobili Elettriche Krieger (1906), corso Regina Margherita 46[25], divenuto poi sede della società automobilista STAE, ora demolito

### Zona Aurora e Borgo Rossini
- Casa Noro e Borione (1909), corso Verona 20[26]
- Casa Trabbia (1901), corso Brescia 5[27]
- Officine Meccaniche Michele Ansaldi (1899), via Luigi Damiano[28][29] divenuto poi Officine Grandi Motori  ampliato da G. Mattè Trucco
- Fabbrica nazionale Carte da Parati già Barone Ambrogio e figlio (1906-1908), corso Vigevano 33[30][31]
- Fonderie Ballada (1906), via Foggia 21[32]
- Stabilimento Gilardini (1907), corso Giulio Cesare/Via Aosta[25][33]
- Stabilimento cinematografico Ambrosio (1907-1912), via Mantova 38[34][35]

### Zona Barriera di Milano
- Casa di abitazione da reddito (1905-1907), via Pont 12[36]
- Casa di abitazione da reddito (1907, ampliamento 1908), corso Venezia 4[37]

### Zona Madonna di Campagna e Borgata Vittoria
- Conceria Boero (1905), via del Ridotto 5[38], ora sede ENAIP
- Stabilimento CIR (Concerie Italiane Riunite), già Concerie Durio (1905-1907 ristrutturazione e ampliamento), via Stradella 168-192[39]

### Zona collinare (Borgo Po)
- Villa Scott (1902), corso G. Lanza 57

### Zona San Salvario e Nizza Millefonti
- Via Saluzzo 98
- Officine carrozzerie Locati e Torretta (1905), via Nizza 154[25] ora demolite
- Stabilimento Società Torinese Automobili Rapid (1906), via Nizza 148[25][40], dal 1925 sede della RIV, poi demolito ora ospita gli uffici della banca Unicredit